# Mallee

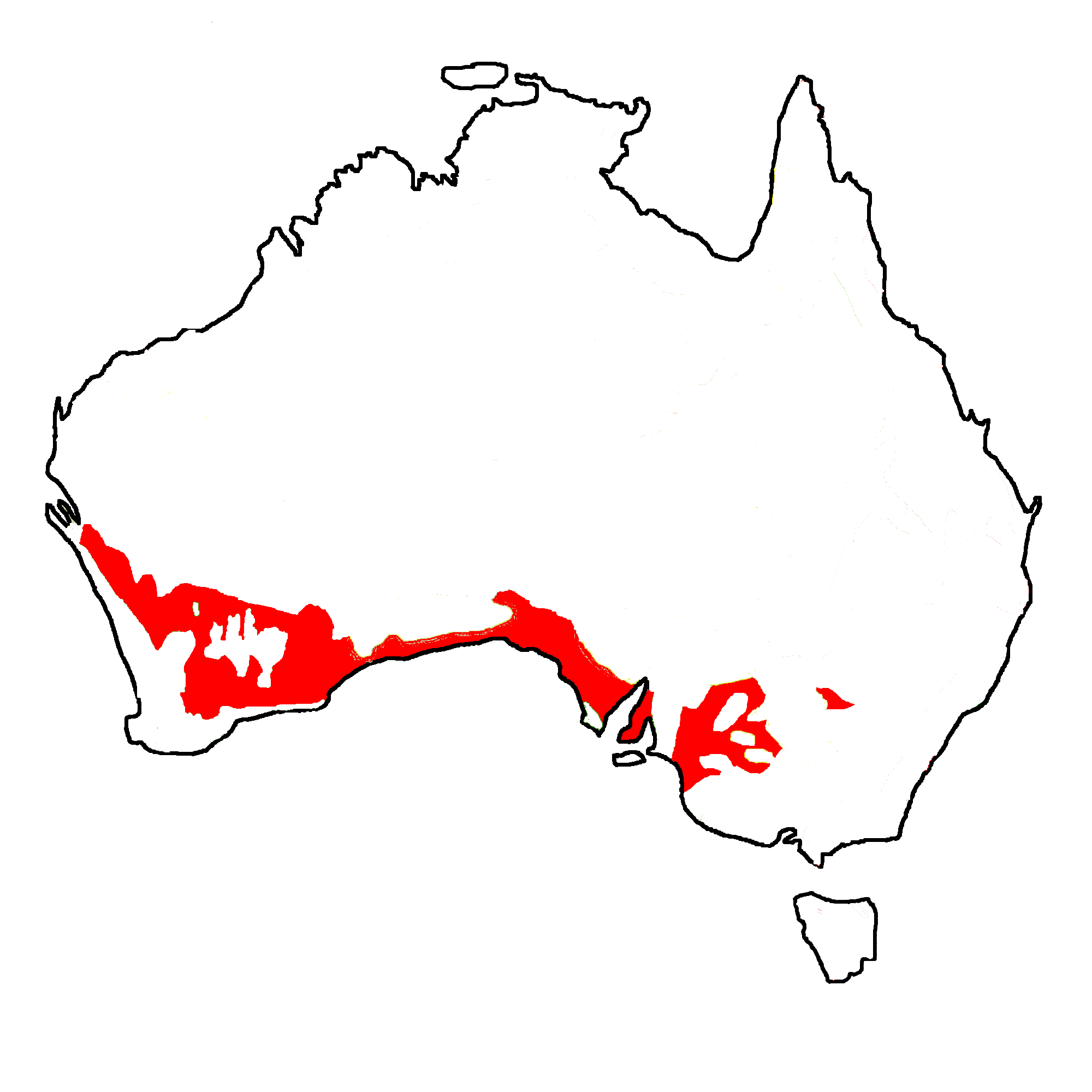
Verbreitung des Mallee

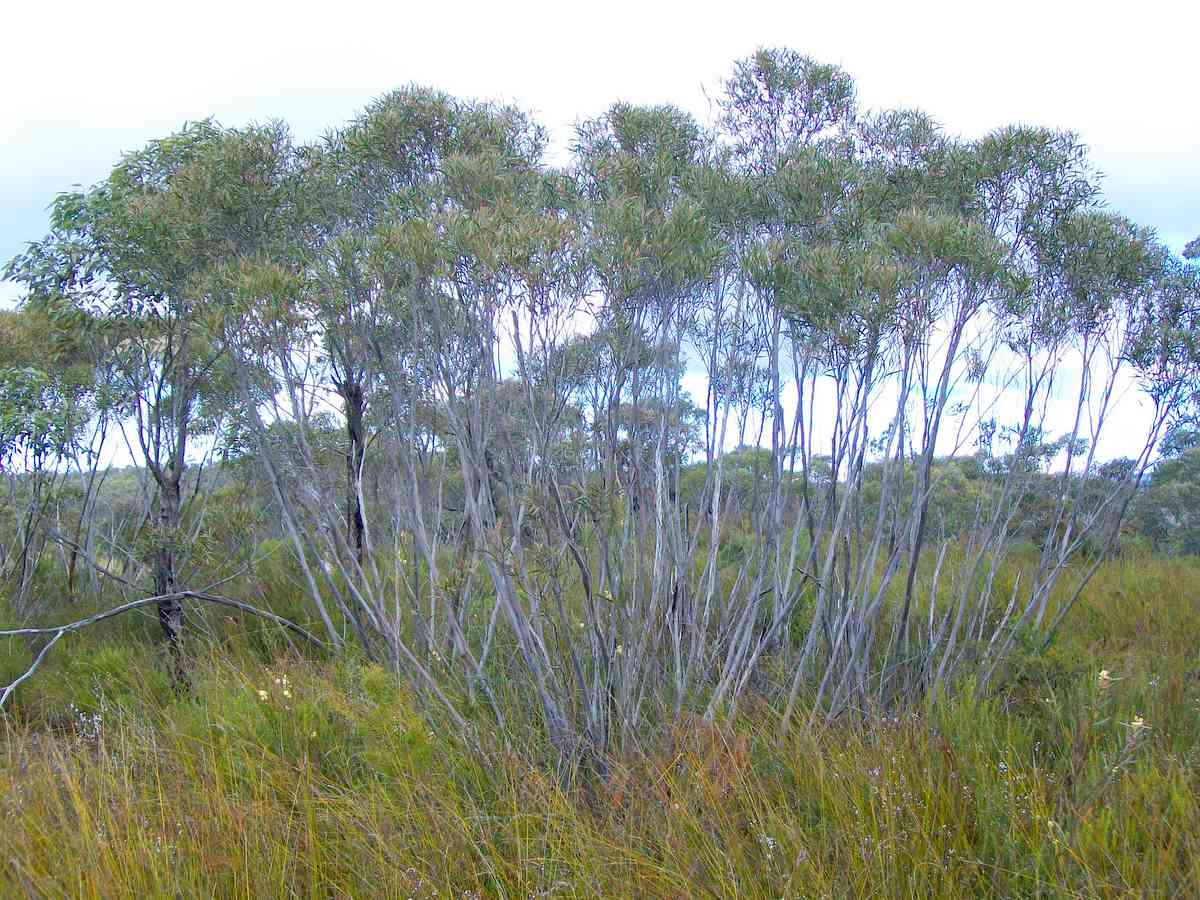
Typischer Mallee mit Eucalyptus stricta

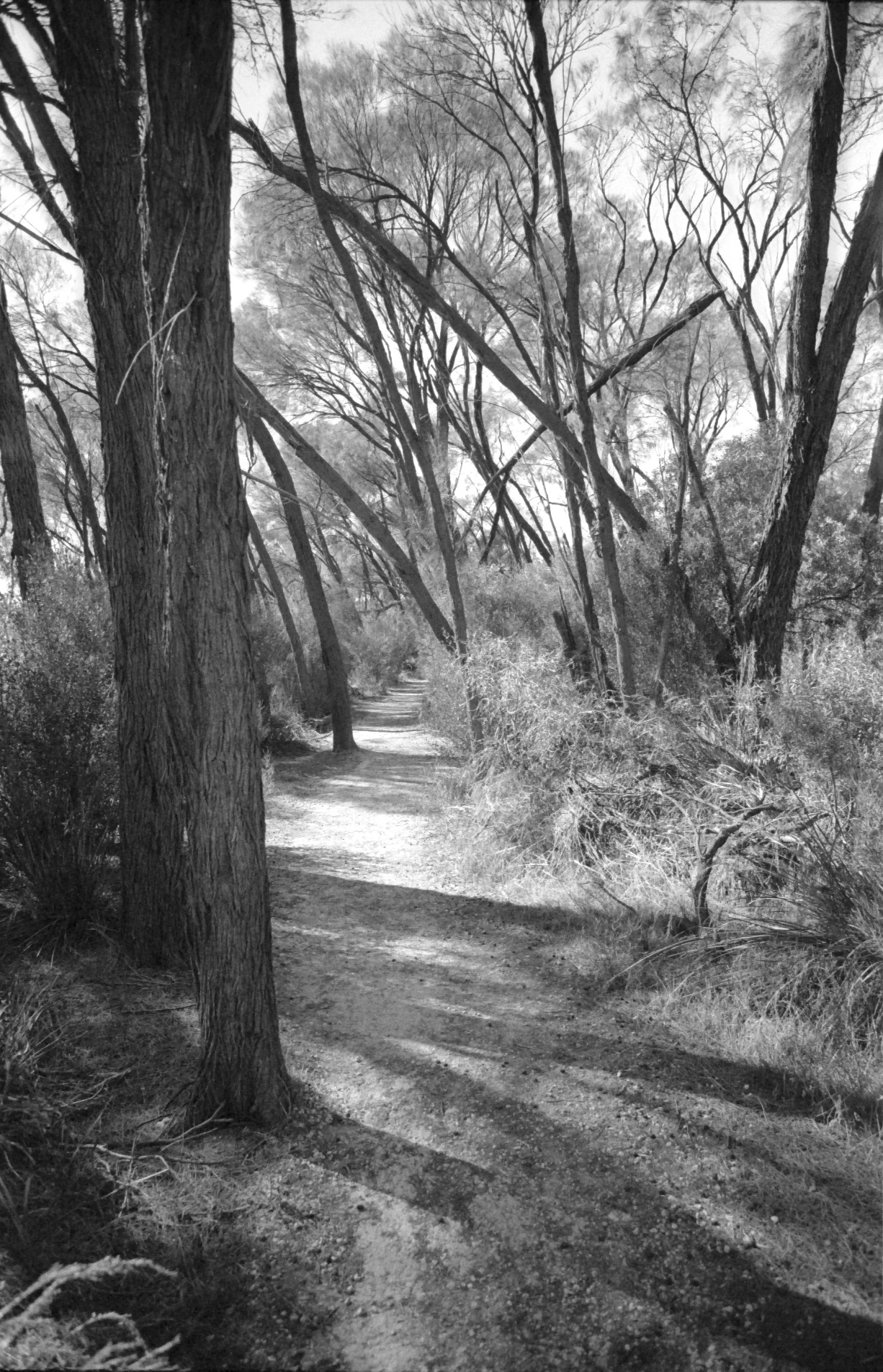
Mallee nahe Kondinin, Westaustralien

Mallee ist eine australische Vegetationsform der weltweit vorkommenden Hartlaubvegetation, die mehr als 250.000 Quadratkilometer Australiens bedeckt. Die „scrubs and shrublands“ (Gebüsche und Buschformationen, MVG 14) bestehen aus zwei bis zehn Metern hohen Eukalyptus-Sträuchern. Die als Mallee bezeichneten Arten besitzen Lignotuber, mächtige verholzte Wurzelstöcke, und sind mehrstämmig.

## Arten
Es gibt rund 200 Mallee-Eukalyptus-Arten. Sie bilden die trockensten Eukalyptus-Gesellschaften und treten am häufigsten in Gebieten mit 200 bis 350 mm (130 bis 800) Niederschlag auf, besonders in Mittelmeerklima mit Winterregen (Zonobiom IV). Bei mehr Regen dominieren einstämmige Eukalypten, bei weniger Akazien. Das Gebiet, in dem sie vorkommen, reicht von 117° (Westaustralien) bis 147° östlicher Länge, und besonders von 25° bis 36° südlicher Breite, und umfasst rund 250.000 km².
Die Kernzone mit 250 bis 400 mm Niederschlag auf Kalkboden wird als typischer Mallee angesprochen. Im Osten gibt es zwei Mallee-Typen: der Eucalyptus incrassata-Typ mit einem artenreichen Unterwuchs von sklerophyllen Sträuchern im südlich-temperierten Gebiet und den von halbsukkulenten Chenopodiaceen im Unterwuchs dominierten semi-ariden, eremäischen Mallees mit Eucalyptus socialis, Eucalyptus dumosa und anderen. Im Westen gibt es einen fließenden Übergang von den vielstämmigen Mallees zu den einstämmigen Woodlands, besonders im Goldfieldsgebiet. In trockeneren Gebieten werden die Mallee höher. Generell sind im Westen die Mallee auf gleichen Standorten höher und erreichen bis 27 Meter, während sie im Osten neun Meter nicht übersteigen.

## Die Bedeutung des Feuers im Mallee
Feuer ist im Mallee ein wichtiger Faktor. Die Eukalypten streuen ihre Samen besonders nach Feuer aus, während im Boden keine Samenbank vorhanden ist. Das Feuerintervall im Kerngebiet beträgt rund 20 Jahre; damit gehört das Biom zu den Feuerökosystemen. Die Lignotuber der für den Mallee typischen Arten besitzen schlafende Knospen und dient als Kohlenhydratspeicher. Nach Buschfeuern regenerieren sich die Pflanzen aus diesen Lignotubern.

## Schutzgebiete dieses Lebensraum
Der Lebensraum des Mallee ist unter anderem durch Ackerbau und die Bewertung durch Nutzvieh gefährdet. Er wird in mehreren australischen Schutzgebieten geschützt. Dazu zählen unter anderem:
- Fitzgerald-River-Nationalpark
- Stirling-Range-Nationalpark
- Two Peoples Bay Nature Reserve
- Murray-Sunset-Nationalpark
- Mallee-Cliffs-Nationalpark
- Wyperfeld-Nationalpark
- Hattah-Kulkyne-Nationalpark
- Billiatt Conservation Park
- Ngarkat Conservation Park

## Vogelarten des Mallee

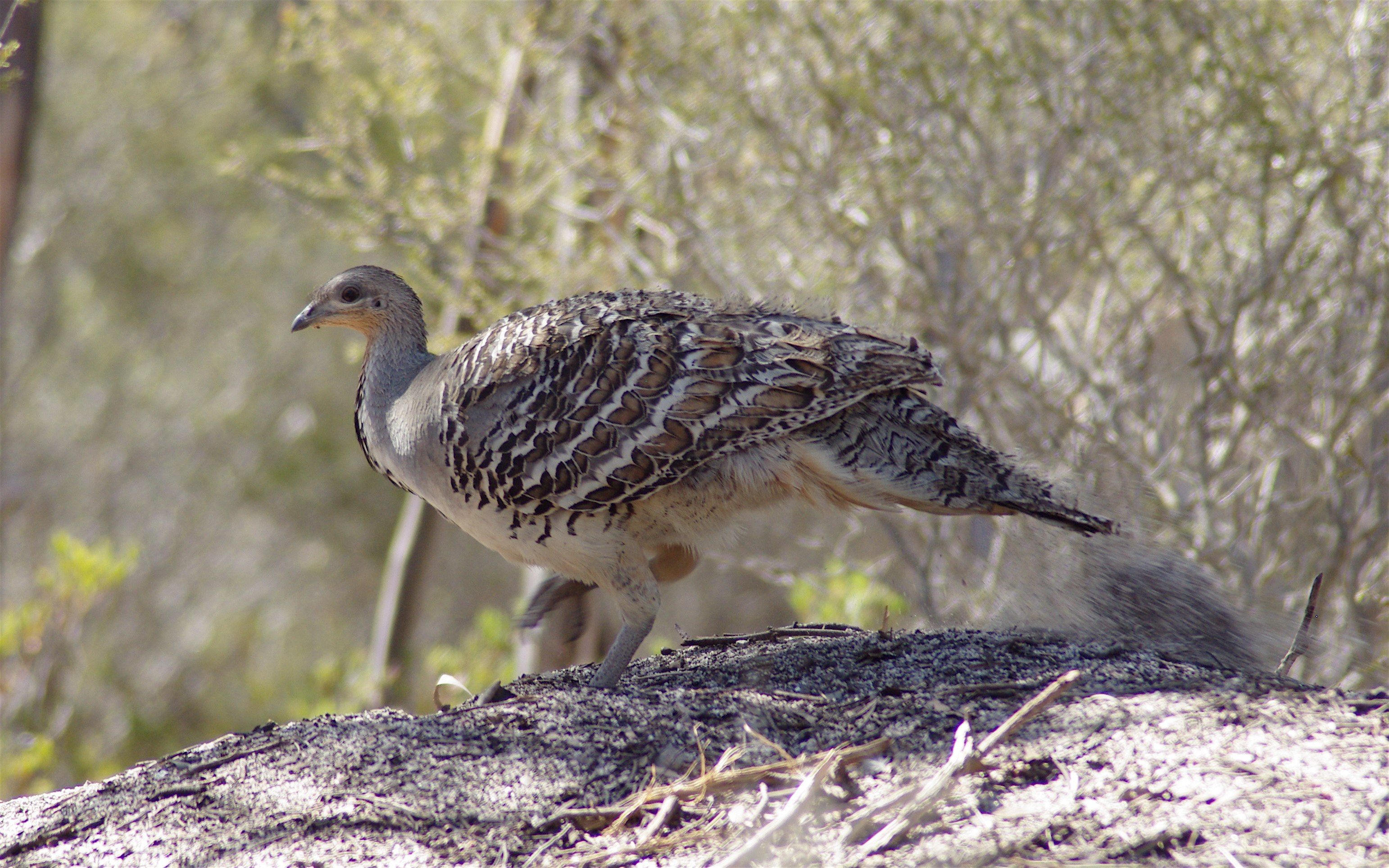
Thermometerhuhn, einer der typischsten Bewohner des Mallee

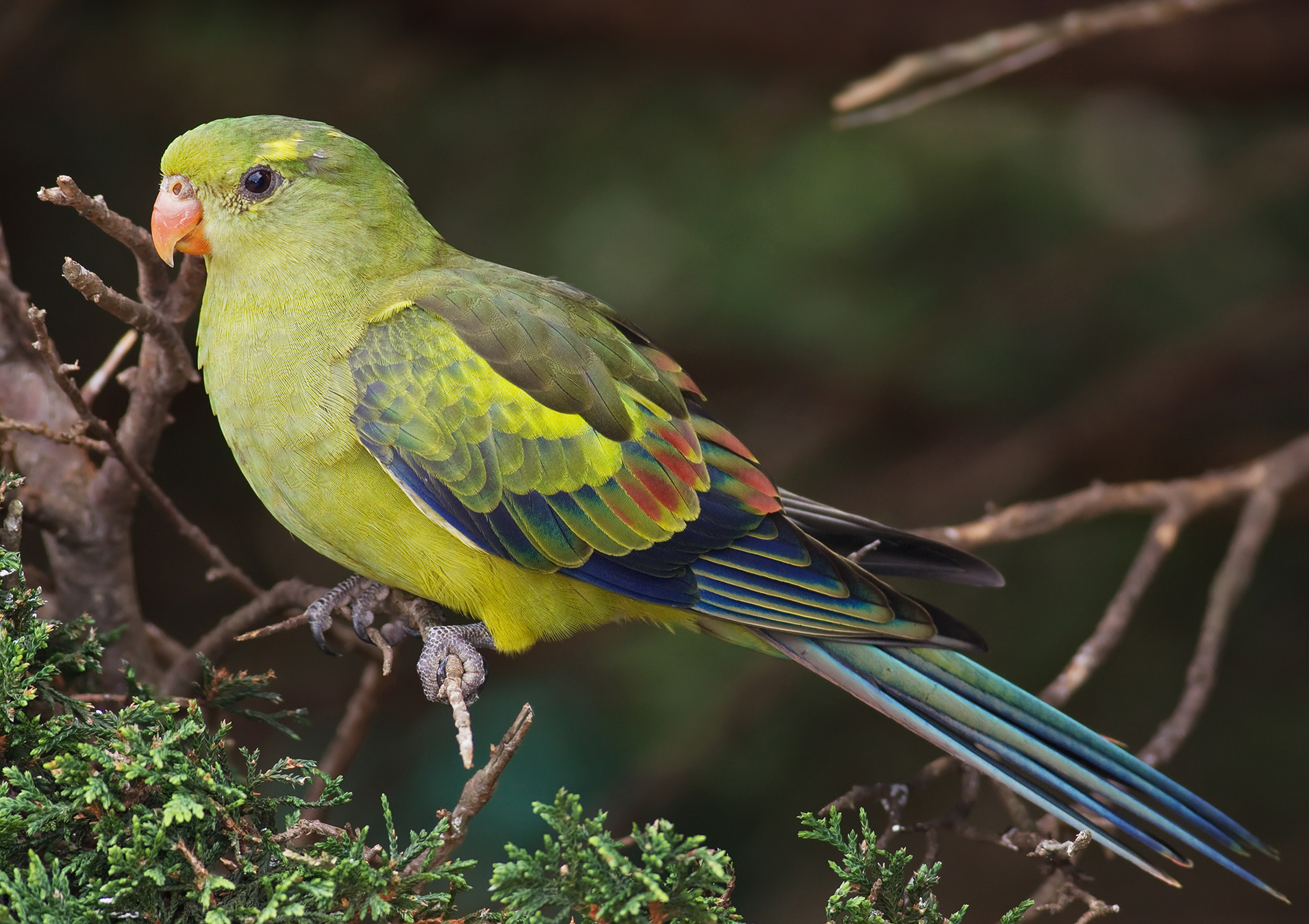
Bergsittich

Als einer der typischsten Bewohner des australischen Mallees gilt das Thermometerhuhn, das auf Englisch Malleefowl (Malleehuhn) genannt wird. Die Art ist auch wegen ihrer ungewöhnlichen Fortpflanzungsgewohnheiten bekannt. Der Hahn des Thermometerhuhns gräbt eine etwa 3 Meter breite und 1 Meter tiefe Grube, die mit Pflanzenmaterial aus der unmittelbaren Umgebung gefüllt wird. Sobald die geringen Niederschläge das Pflanzenmaterial angefeuchtet haben, bedeckt der Hahn es mit einer Sandschicht. Durch die Grube wird Feuchtigkeit gespeichert und durch das Verrotten der Pflanzen entsteht Wärme, in der die Eier ausgebrütet werden. Dabei überwacht der Hahn die Temperatur mit Hilfe seines Schnabels und reguliert die Temperatur des Hügels durch Auf- und Wegscharren der Erdschicht.
Typisch für den Mallee sind eine Reihe weiterer Vogelarten. Dazu gehören unter anderem:
- Australische Rohrdommel (Botaurus poiciloptilus)
- Malleeborstenschwanz (Stipiturus mallee)
- Malleeschwatzvogel (Manorina melanotis)
- Weißschwanz-Rabenkakadu (Calyptorhynchus latirostris)
- Lärmdickichtvogel (Atrichornis clamosus)
- Langschnabel-Lackvogel (Dasyornis longirostris)
- Rotzügel-Dickkopf (Pachycephala rufogularis)
- Grauschopf-Wippflöter (Psophodes nigrogularis)
- Bergsittich (Polytelis anthopeplus)
- Purpurzügel-Honigfresser (Lichenostomus cratitus)
- Rotkappensittich (Purpureicephalus spurius)
- Gelbwangensittich (Platycercus icterotis)
- Rotohramadine (Stagonopleura oculata)

## Trivia
Mallee bilden oft Maserknollen aus, die bei Messermachern und für Drechselarbeiten sehr begehrt sind, weil sie eine besonders schöne Maserung ausbilden. Die Dichte des Holzes, das in diesen Maserknollen vorkommt, ist sehr hoch (1200–1300 kg/m³). Es lässt sich daher sehr gut polieren. Bekannte Namen für dieses Maserholz sind: Red Mallee, Brown Mallee, Yellow Box, Coolibah und Goldfield.

## Einzelbelege
1. ↑  Martin Walters: Die Signale der Vögel - Was Vögel über die Umwelt verraten. Haupt, Bern 2011, ISBN 978-3-258-07682-9, S. 86.
2. ↑  Martin Walters: Die Signale der Vögel - Was Vögel über die Umwelt verraten. Haupt, Bern 2011, ISBN 978-3-258-07682-9, S. 87.
3. ↑  Herbert Cerutti: Das Thermometerhuhn. Neue Zürcher Zeitung, 1. August 2001, abgerufen am 16. Februar 2025.